# Belomorskoje
Belomorskoje (russisch Беломорское, deutsch Hindenburg, bis 1918 Groß Friedrichsgraben I) ist ein Ort in der russischen Oblast Kaliningrad. Er gehört zur kommunalen Selbstverwaltungseinheit Stadtkreis Polessk im Rajon Polessk.

## Geographische Lage
Belemorskoje liegt vier Kilometer nordöstlich der Stadt Polessk (Labiau) am linken und am rechten Ufer des Großen Friedrichsgraben (heute russisch: Polesski kanal) sowie in einer Ansiedlung östlich davon. Auf dem westlichen Ufer des Kanals verläuft durch den Ort die Kommunalstraße 27K-147. Die nächste Bahnstation ist Polessk an der Bahnstrecke Kaliningrad–Sowetsk (Königsberg–Tilsit).

## Geschichte
Der um die Wende zum 19. Jahrhundert aus verstreuten Höfen und Gehöften bestehende und damals Groß Friedrichsgraben I – in Unterscheidung zu dem nahegelegenen Ort Groß Friedrichsgraben II (1918 bis 1946 Ludendorff) – genannten Dorf wurde am 9. April 1874 Amtsdorf und damit namensgebend für einen neu errichteten Amtsbezirk, der – auch als er 1927 in „Amtsbezirk Hindenburg“ umbenannt wurde – bis 1945 zum Kreis Labiau im Regierungsbezirk Königsberg der preußischen Provinz Ostpreußen gehörte.
Am 9. August 1918 erhielt der Ort die Umbenennung in „Hindenburg“ in Ehrung des Generalfeldmarschalls Paul von Hindenburg. Am 30. September 1929 wurde der Gutsbezirk Klein Naujock, Forst (damals „Forstschutzbezirk Agilla“, früher „Forsthaus Agilla“, genannt) in die Landgemeinde Hindenburg eingegliedert. 
Im Jahre 1945 kam Groß Friedrichsgraben I wie alle Orte im nördlichen Ostpreußen zur Sowjetunion. Im Jahr 1950 erhielt der Ort die russische Bezeichnung Belomorskoje und wurde dem Dorfsowjet Iljitschowski selski Sowet im Rajon Polessk zugeordnet. Später gelangte der Ort in den Saranski selski Sowet. Von 2008 bis 2016 gehörte Belomorskoje zur Landgemeinde Golowkinskoje selskoje posselenije und seither zum Stadtkreis Polessk.

### Einwohnerentwicklung
| Jahr | Einwohner |
| ---- | --------- |
| 1910 | 1.146     |
| 1933 | 1.114     |
| 1939 | 1.215     |
| 2002 | 52        |
| 2010 | 50        |

### Amtsbezirk Groß Friedrichsgraben (Hindenburg)
Zwischen 1874 und 1945 war Groß Friedrichsgraben I Amtssitz des Amtsbezirks Groß Friedrichsgraben, der 1927 in Amtsbezirk Hindenburg umbenannt wurde. Zu ihm gehörten anfangs zwei Landgemeinden (LG) und zwei Gutsbezirke (GB):
| Deutscher Name                      | Russischer Name | Bemerkungen |
| ----------------------------------- | --------------- | --- |
| Agilla (LG)                         | Krasnoje        | 1938 in „Haffwerder“ umbenannt |
| Groß Friedrichsgraben I (LG)        | Belomorskoje    | 1918 in „Hindenburg“ umbenannt |
| Grabenhof (GB)                      | zu Polessk      | vor 1900 in die Landgemeinde Groß Friedrichsgraben I eingemeindet                                                                         |
| Pöppeln, Forst (= Forst Agila) (GB) |                 | 1902 in „Klein Naujock, Forst“ umbenannt, 1929 in die Landgemeinde Hindenburg eingemeindet, 1938 bis 1946 in „Erlenwald, Forst“ umbenannt |

Am 1. Januar 1945 bestand der Amtsbezirk Hindenburg nur noch aus den beiden Gemeinden Haffwerder und Hindenburg.

## Kirche
Mit seiner überwiegend evangelischen Bevölkerung war Groß Friedrichsgraben I, resp. Hindenburg, bis 1945 in das Kirchspiel der Stadtkirche Labiau eingepfarrt. Diese lag im Kirchenkreis Labiau innerhalb der Kirchenprovinz Ostpreußen der Kirche der Altpreußischen Union. Der kirchliche Bezug nach Polessk hält bis heute an, nachdem sich in der Kreisstadt in den 1990er Jahren eine neue evangelisch-lutherische Gemeinde gebildet hat. Sie ist eine Filialgemeinde der Auferstehungskirche in Kaliningrad (Königsberg) innerhalb der Propstei Kaliningrad der Evangelisch-lutherischen Kirche Europäisches Russland.

## Schule
In Groß Friedrichsgraben/Hindenburg bestand bis 1945 eine dreiklassige Dorfschule. Letzter deutscher Schulleiter war Hauptlehrer Helmut Ewert. Das Schulgebäude ist bis heute erhalten und soll zu einem Umweltzentrum und/oder Museum o. ä. umgebaut werden.